# 무의

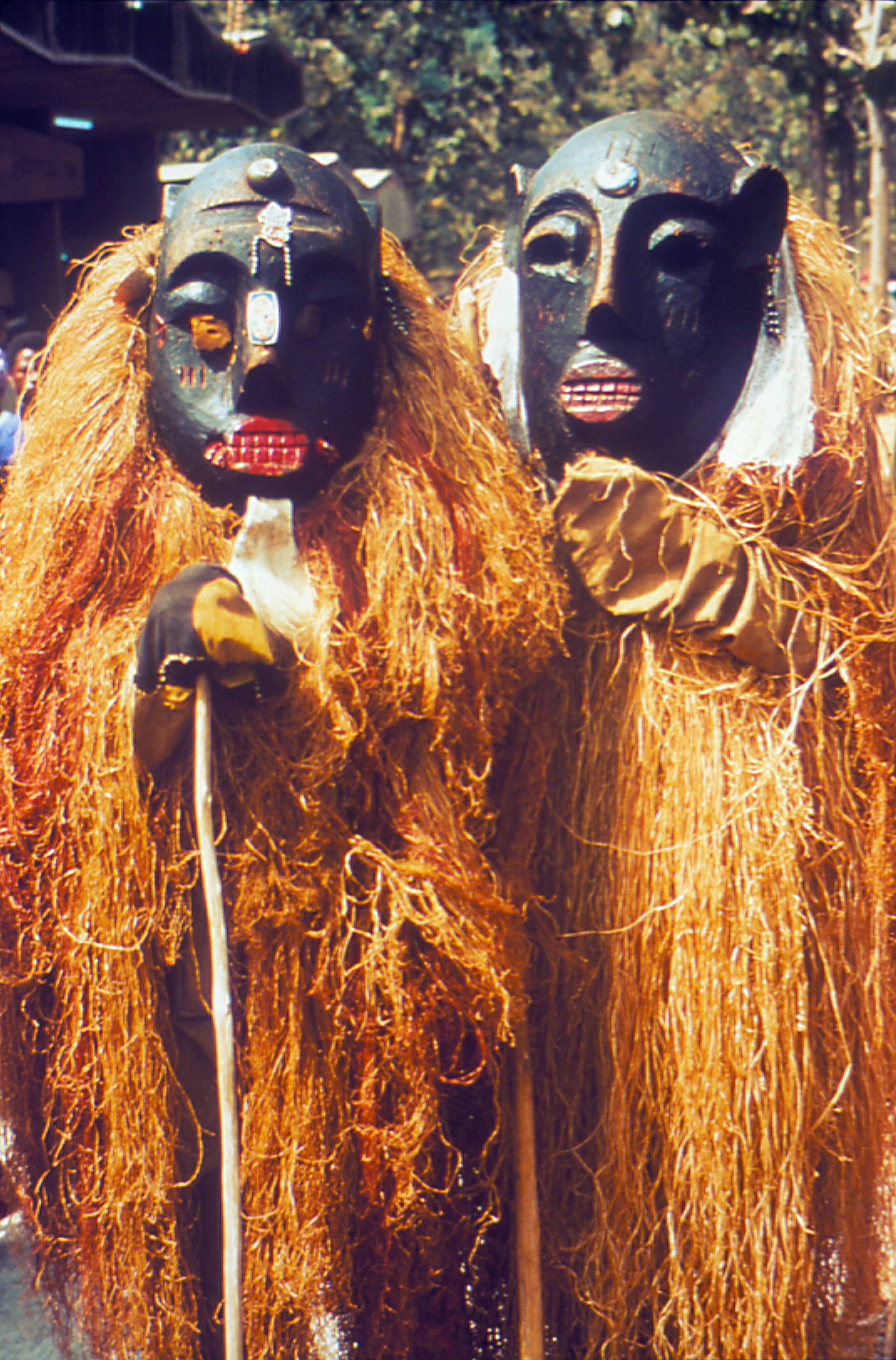
나이지리아 보르노주 원주민 무의.

무의(巫醫, 영어: Witch doctor 위치 닥터[*])란 의학의 발전, 분화가 일어나지 않은 미개사회에서 무당이 치유사의 역할을 하는 것이다.